# 黍地沟站
黍地沟站是一个大准线上的铁路车站，位于山西省大同市新荣区堡子湾乡黍地沟，建于1996年，目前为四等站，邮政编码为037002。目前客运：办理旅客乘降；不办理行李、包裹托运；不办理货运营业。